# Ciutats de Ruanda
Aquestes són els principals ciutats de Ruanda per població:
| Ciutat    | Població 1978 (cens) | Població 1991 (cens) | Població 2002 (cens) | Població 2005 (estimat) | Població 2012 (cens) | Província |
| --------- | -------------------- | -------------------- | -------------------- | ----------------------- | -------------------- | --------- |
| Kigali    | 117,749              | 232.733              | 603.049              | 745.261                 | 1,132,686            | Kigali    |
| Butare    | 21,691               | 28.645               | 77.449               | 89.600                  | 50.220               | Sud       |
| Muhanga   |                      | 11.679               | 84.669               | 87.613                  | 25.819               | Sud       |
| Ruhengeri | 16,025               | 29.578               | 71.511               | 86.685                  | 59.333               | Nord      |
| Gisenyi   | 12,436               | 21.918               | 67.766               | 83.623                  | 136.830              | Oest      |
| Byumba    |                      |                      | 66.268               | 70.593                  | 34.544               | Nord      |
| Cyangugu  |                      | 8.911                | 59.070               | 63.883                  | 27.416               | Oest      |
| Nyanza    |                      |                      | 55.699               | 56.679                  |                      | Sud       |
| Kabuga    |                      |                      | 51.693               | 54.246                  |                      | Nord      |
| Ruhango   |                      |                      | 43.780               | 54.104                  |                      | Sud       |
| Rwamagana |                      |                      | 47.203               | 50.081                  |                      | Est       |
| Kibuye    |                      | 4.242                | 46.640               | 48.024                  |                      | Oest      |
| Kibungo   |                      | 6.912                | 43.582               | 46.240                  |                      | Est       |
| Gikongoro |                      |                      | 32.427               | 33.832                  |                      | Sud       |
| Umutara   |                      |                      | 8.437                | 10.427                  |                      | Est       |